# Pauktaw
Pauktaw (birmanês:  ပေါက်တောမြို့) é a principal cidade de Pauktaw Township no distrito de Sittwe no estado de Rakhine, Myanmar (Birmânia). No censo de 2014, a cidade tinha uma população de 145.957.